# Selenogyrus caeruleus
Selenogyrus caeruleus là một loài nhện trong họ Theraphosidae.
Loài này thuộc chi Selenogyrus. Selenogyrus caeruleus được Mary Agard Pocock miêu tả năm 1897.